# Alfa Romeo Giulia TI Super
L'Alfa Romeo Giulia TI Super, più nota come "Giulia Quadrifoglio", è una berlina sportiva prodotta dall'Alfa Romeo tra il 1963 e il 1964.

## Il contesto
Seguendo una moda nata negli USA con le gare Grand National Series, alla fine degli anni '50 iniziarono a comparire sulle piste europee vetture da competizione derivate da berline di serie o ad esse collegate dall'impiego di organi meccanici comuni. Tale soluzione, naturalmente, aveva lo scopo di conferire alle vetture della grande serie un'aura di sportività e potenza che incideva positivamente sulle scelte dei potenziali acquirenti. Tra i marchi più attivi, la Ford che stringendo alleanza con la Lotus, aveva presentato al Salone di Londra, nell'ottobre 1962, la Ford Cortina Lotus, un'apparente auto da famiglia, sulla quale erano stati "trapiantati" il motore bialbero, i freni e le sospensioni appositamente realizzati dalla Lotus, trasformando la tranquilla berlina inglese, in un bolide da pista.
Le mire della Ford sul mercato italiano si fecero più evidenti con la sostenuta campagna pubblicitaria dedicata al record del giro di categoria sul Circuito di Monza, conquistato il 2 dicembre 1962, con la Lotus Ford 1100 Junior, dotata di motore derivato dall'"Anglia".
Dopo l'enorme sforzo economico e tecnico per mettere in produzione la berlina media più potente e tecnologicamente avanzata sul mercato mondiale, l'Alfa Romeo non poteva certo veder vanificato il proprio impegno dalle vittorie di automobili ibride e, per contrastare la concorrenza, decise di realizzare la versione "Tipo 105.16" della "Giulia", da omologare sia per la normale circolazione, sia per le competizioni nella categoria "Turismo", come indicato dalla sigla "TI", acronimo di "Turismo Internazionale".

## La vettura
Costruita con cura artigianale negli opifici del Portello, la "TI Super" venne mostrata in anteprima, il 24 aprile 1963, a un folto gruppo di giornalisti italiani ed esteri, invitati a visitare il nuovo stabilimento di Arese, del quale era stato completato in quei giorni il primo lotto, con il trasferimento della linea produttiva del modello "Giulia".
Apparentemente simile alla "Giulia" di grande serie, la "Giulia TI Super" era il frutto di un'elaborazione certosina, ma non radicale, dato che il modello di partenza possedeva una decisa impostazione sportiva, sia del corpo vettura, sia della meccanica, oltre a un livello tecnologico generale assai elevato per l'epoca. 

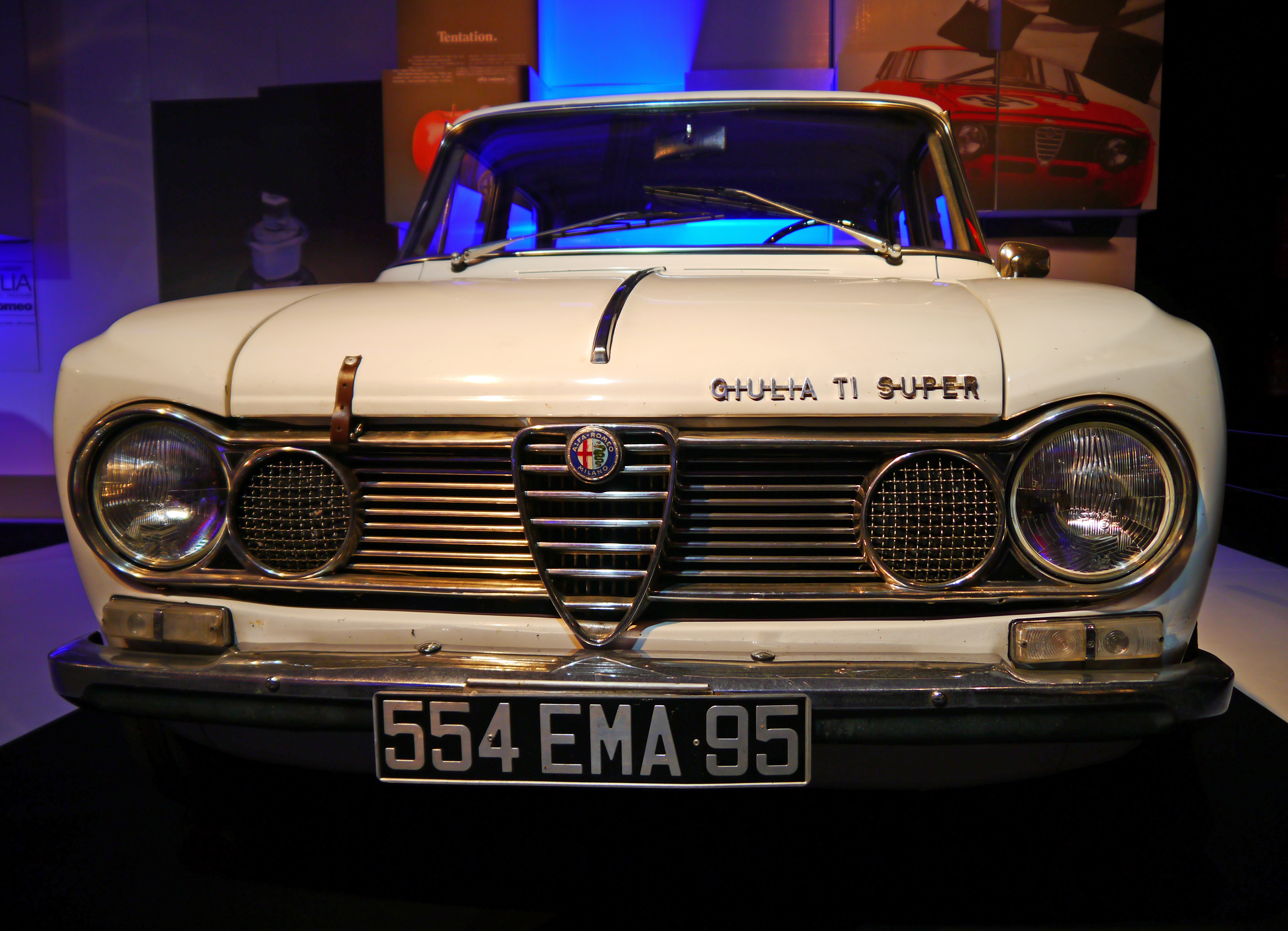
La calandra della Giulia TI Super con i fari interni sostituiti da griglie

Il lavoro di alleggerimento della carrozzeria era stato affidato alla Touring che provvide ad eliminare vari componenti e sostituirne altri. Tra le varianti maggiori, particolare nota va data ai deflettori delle porte anteriori e alle luci delle porte posteriori realizzati in perspex.
Ma non finisce qui ! 
Su una vettura nata per le competizioni, le porte posteriori vengono praticamente condiderate "superflue", quindi per alleggerirle ulteriormente, almeno sugli esemplari del primo lotto costruiti fino al 1963, vengono eliminate anche le macchinette alzavetro e le relative maniglie interne.
I cofani motore e babagliaio sono privati dal peso dell'antirombo insonorizzante.
Per il cruscotto si pensa ad un sottile lamierino rivestito in finto legno nel quale trovano alloggio gli strumenti circolari della "Giulia SS", due spartani e avvolgenti sedili anteriori tipo Zagato presero il posto del confortevole ma pesante sedile unico del modello Ti di serie ( omologata per 6 posti ) , i cerchi ruota in lamiera stampata vennero rimpiazzati da cerchioni in elektron prodotti dalla Campagnolo. Per diminuire ulteriormente il peso, furono eliminati i piccoli proiettori centrali e sostituiti da una coppia di griglie retate rivettate direttamente alla mascherina, questo allo scopo di favorire l'afflusso di aria sul lato guida alla bocca del cassoncino filtro e sul lato passeggero alle trombe claxon bitonali.
All'interno dell'abitacolo furono eliminati i braccioli sui pannelli delle porte e fu tolto lo sportellino al cassetto del vano porta guanti. In compenso all'interno del suddetto vano fu aggiunta una comoda luce di cortesia per la lettura delle mappe come sui modelli Giulia Spider e Giulia Spider Veloce.
I paraurti privati dei rostri e il sedile posteriore vennero lasciati perché necessari all'omologazione ( per quattro posti ), ma potevano essere facilmente asportati prima dell'impiego in gara.
Il propulsore standard con carburatore doppio corpo Solex Tipo AR00514 venne sostituito con il "Tipo AR00516" con alimentazione singola data da due doppio corpo Weber tipo 45dcoe14 , gli stessi che ritroveremo sulle GTA...
Le sospensioni rimasero immutate nella geometria originaria,  beneficiarono soltanto di un'attenta ritaratura. Riguardo l'impianto frenante si ebbe la sostituzione dei freni a tamburo ( visibili solo sugli esemplari pre-serie approntati per la stampa il giorno della presentazione ) con 4 dischi Dunlop, privi di servocomando. In verità, tale evoluzione era già stata prevista anche per la normale "Giulia" e fu colta l'occasione per effettuarne la sperimentazione in condizioni estreme.
L'opera fu completata con lo spostamento della leva del cambio ( dal volante a cloche ) e di quella del freno a mano dal piantone dello sterzo al tunnel, con l'adozione di un volante in alluminio a tre razze, con il lava-tergicristallo a pulsante unico, con l'apposizione sulle fiancate e sul baule del quadrifoglio verde, segno distintivo del Reparto Corse Alfa Romeo, a sottolineare la vocazione prettamente sportiva della vettura.

## La produzione

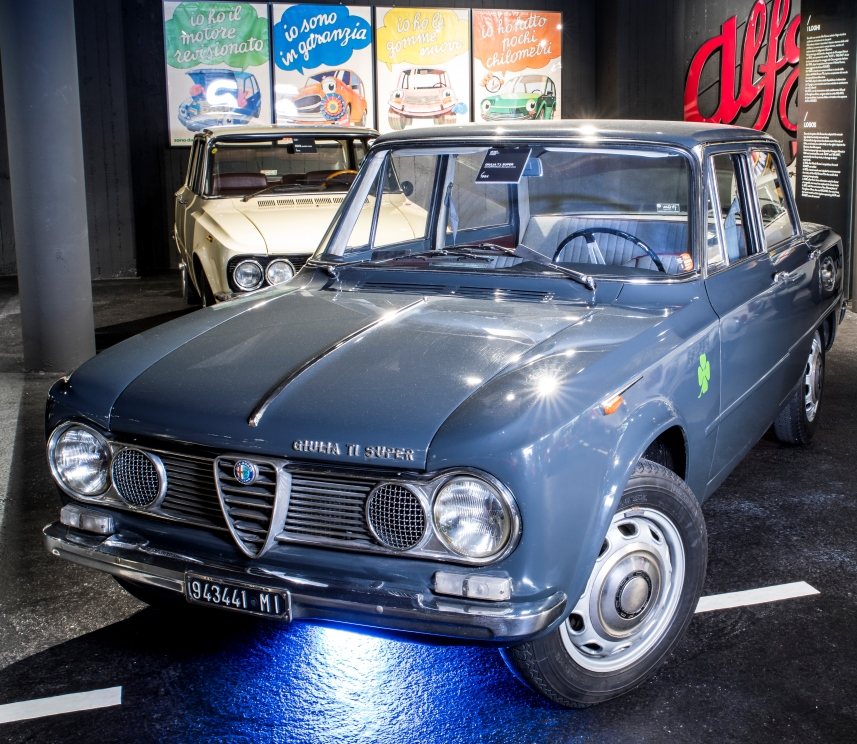
L'esemplare in grigio "Fumo di Londra" conservato al Museo Cozzi

Indecisi con quale colorazione presentarla, vennero verniciate due scocche della Giulia TI Super di rosso e di bianco : fu scelto di adottare il bianco per tutta la produzione. Si registra anche un esemplare di colore grigio, realizzato su ordinazione.
La vettura fu messa in vendita al prezzo di L.2.525.000 f.c.; una cifra non certo trascurabile per il tempo, dato che rappresentava un aumento del 60% sul prezzo già considerevole della versione normale. Per gli ultimi esemplari commercializzati il listino scese a 2.400.000 Lire, sempre f.c.Tuttavia, a causa degli alti costi di produzione, l'Alfa Romeo costruì solo gli esemplari strettamente necessari all'omologazione, quasi tutti consegnati a scuderie italiane o straniere. Furono costruite 178 Giulia TI Super nel 1963 e altre 323 nel 1964, per un totale di 501 vetture.
Nonostante i molti decenni trascorsi e l'ampio utilizzo in massacranti competizioni, sono sopravvissuti in condizioni più o meno originali, una novantina di esemplari circa, gelosamente custoditi da collezionisti di tutti i continenti.
Un esemplare bianco è esposto al Museo Storico Alfa Romeo, mentre l'esemplare rosso risulta di proprietà di un collezionista argentino e l'esemplare grigio è custodito al Museo Fratelli Cozzi di Legnano.
Un esemplare bianco del 1964 (telaio numero AR595221, targa di prima immatricolazione MI*880253), discretamente restaurato, è stato venduto nel marzo 2021 dalla casa d'aste Sotheby's per 160.000 euro.

## L'attività sportiva

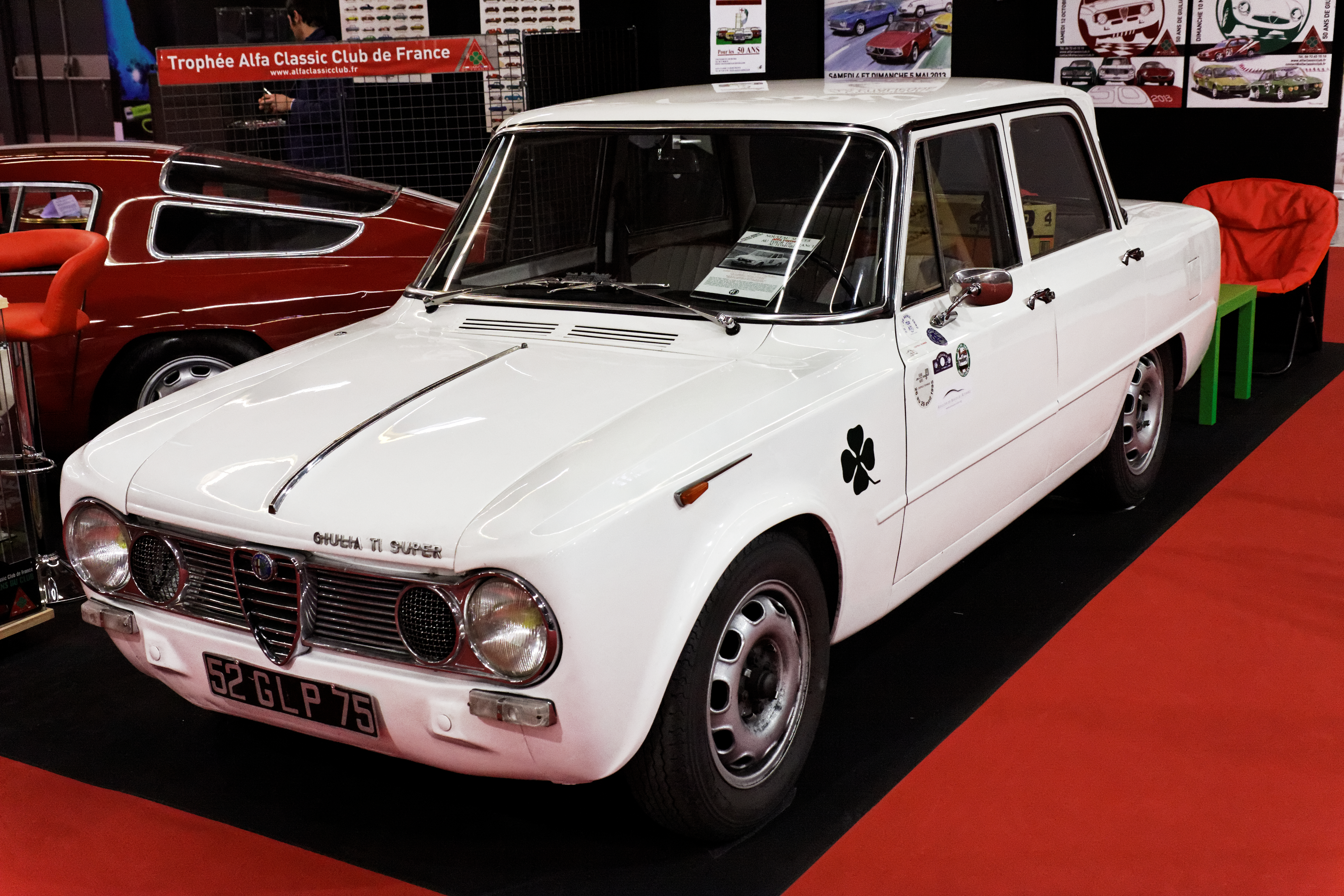
La Giulia TI Super di Masoero-Maurin, vittoriosa al Tour de France Automobile del 1963, esposta a Paris Rétromobile 2013

Il modello Giulia TI Super rimase in produzione per due soli anni, venendo sostituito a metà del 1965 dal modello GTA. Durante tale biennio, permanendo il ritiro dalle gare deciso dall'Alfa Romeo nel 1951, le vetture vennero gestite da squadre corse private, come la Scuderia Sant' Ambroeus o il Jolly Club, e ulteriormente elaborate da illustri preparatori del calibro di Piero Facetti, Virgilio Conrero, Samuele Baggioli e Almo Bosato, che riuscirono a ottenere potenze fino a 160 CV DIN.
Anche se non in forma ufficiale, le vetture venivano indirettamente assistite dall'Alfa Romeo che forniva consulenza tecnica per la messa a punto e pezzi di ricambio, attraverso i responsabili del reparto collaudo Guido Moroni e Bruno Bonini, spesso "casualmente" presenti sui campi di gara.
Gli inizi presentarono alcune difficoltà burocratiche per le quali la Giulia TI Super venne subito omologata nella categoria "Gran Turismo", mentre per la categoria "Turismo", di stretta appartenenza, dovette attendere la stagione 1964. La vettura, comunque, stupì immediatamente per le vittorie ottenute nella categoria superiore.
Nella sua breve carriera sportiva la Giulia TI Super colse innumerevoli vittorie in gare nazionali e internazionali, su strada o circuito, di velocità, rally, salita, endurance e granfondo, condotta da valenti piloti come Giancarlo Baghetti, Armando Cavallari, Andrea De Adamich, Ignazio Giunti, Fernand Masoero, Enrico Pinto, Nino Vaccarella e molti altri.
L'affermazione più significativa, però, resta la "non vittoria" al Tour de France Automobile del 1963, conquistato dalle imprendibili Ferrari 250 GTO. In quell'occasione, la "Giulia TI Super" dell'equipaggio Masoero-Maurin si aggiudicò la vittoria di categoria ( Gr. GT2.0 !!! ) e si inserì tra le principali contendenti Ferrari e Jaguar delle categorie superiori con un 5º posto assoluto, lasciandosi alle spalle gli squadroni Porsche, Volvo, Sunbeam, SIMCA-Abarth e Alpine-Renault.

## Dati tecnici
| Caratteristiche tecniche - Alfa Romeo Giulia TI Super (1963)                                               | Caratteristiche tecniche - Alfa Romeo Giulia TI Super (1963) | Caratteristiche tecniche - Alfa Romeo Giulia TI Super (1963) | Caratteristiche tecniche - Alfa Romeo Giulia TI Super (1963) | Caratteristiche tecniche - Alfa Romeo Giulia TI Super (1963) | Caratteristiche tecniche - Alfa Romeo Giulia TI Super (1963) |
| --- | --- | --- | --- | --- | --- |
| | | | | | |
| Configurazione                                                                                             | | | | | |
| Carrozzeria: Berlina quattro porte, scocca portante in acciaio con porte e cofani in alluminio             | Carrozzeria: Berlina quattro porte, scocca portante in acciaio con porte e cofani in alluminio | Posizione motore: anteriore longitudinale | Posizione motore: anteriore longitudinale | Trazione: posteriore | Trazione: posteriore |
| Dimensioni e pesi                                                                                          | | | | | |
| Ingombri (lungh.×largh.×alt. in mm): 4110 × 1560 × 1390                                                    | Ingombri (lungh.×largh.×alt. in mm): 4110 × 1560 × 1390 | Ingombri (lungh.×largh.×alt. in mm): 4110 × 1560 × 1390 | Ingombri (lungh.×largh.×alt. in mm): 4110 × 1560 × 1390 | Diametro minimo sterzata: | Diametro minimo sterzata: |
| Interasse: 2510 mm                                                                                         | Interasse: 2510 mm | Carreggiate: anteriore 1310 - posteriore 1270 mm | Carreggiate: anteriore 1310 - posteriore 1270 mm | Altezza minima da terra: | Altezza minima da terra: |
| Posti totali: 5                                                                                            | Posti totali: 5 | Bagagliaio: | Bagagliaio: | Serbatoio: 46 litri | Serbatoio: 46 litri |
| Masse | a vuoto: 910 kg | a vuoto: 910 kg | a vuoto: 910 kg | a vuoto: 910 kg | a vuoto: 910 kg |
| Meccanica                                                                                                  | | | | | |
| Tipo motore: 4 cilindri in linea ciclo Otto in lega leggera, smontabile, con camere di scoppio emisferiche | Tipo motore: 4 cilindri in linea ciclo Otto in lega leggera, smontabile, con camere di scoppio emisferiche | Tipo motore: 4 cilindri in linea ciclo Otto in lega leggera, smontabile, con camere di scoppio emisferiche | Cilindrata: (Alesaggio x corsa = 78 x 82 mm), 1.570 cm³ | Cilindrata: (Alesaggio x corsa = 78 x 82 mm), 1.570 cm³ | Cilindrata: (Alesaggio x corsa = 78 x 82 mm), 1.570 cm³ |
| Distribuzione: a 2 valvole al sodio, doppio albero a camme in testa e doppia catena                        | Distribuzione: a 2 valvole al sodio, doppio albero a camme in testa e doppia catena | Distribuzione: a 2 valvole al sodio, doppio albero a camme in testa e doppia catena | Alimentazione: 2 carburatori orizzontali doppio corpo Weber 45 DCOE 14, filtro aria a secco e pompa carburante elettrica | Alimentazione: 2 carburatori orizzontali doppio corpo Weber 45 DCOE 14, filtro aria a secco e pompa carburante elettrica | Alimentazione: 2 carburatori orizzontali doppio corpo Weber 45 DCOE 14, filtro aria a secco e pompa carburante elettrica |
| Prestazioni motore                                                                                         | Potenza: 112 CV DIN (129 CV SAE) a 6000 giri/min / Coppia: 13,5 kgm a 4200 giri/min | Potenza: 112 CV DIN (129 CV SAE) a 6000 giri/min / Coppia: 13,5 kgm a 4200 giri/min | Potenza: 112 CV DIN (129 CV SAE) a 6000 giri/min / Coppia: 13,5 kgm a 4200 giri/min | Potenza: 112 CV DIN (129 CV SAE) a 6000 giri/min / Coppia: 13,5 kgm a 4200 giri/min | Potenza: 112 CV DIN (129 CV SAE) a 6000 giri/min / Coppia: 13,5 kgm a 4200 giri/min |
| Accensione: a spinterogeno con anticipo automatico centrifugo e correttore pneumatico                      | Accensione: a spinterogeno con anticipo automatico centrifugo e correttore pneumatico | Accensione: a spinterogeno con anticipo automatico centrifugo e correttore pneumatico | Impianto elettrico: 12V con batteria da 38 Ah | Impianto elettrico: 12V con batteria da 38 Ah | Impianto elettrico: 12V con batteria da 38 Ah |
| Frizione: monodisco a secco                                                                                | Frizione: monodisco a secco | Frizione: monodisco a secco | Cambio: sincronizzato a 5 marce e retromarcia con comando a leva centrale | Cambio: sincronizzato a 5 marce e retromarcia con comando a leva centrale | Cambio: sincronizzato a 5 marce e retromarcia con comando a leva centrale |
| Telaio | | | | | |
| Corpo vettura                                                                                              | Scocca metallica autoportante a struttura progressivamente differenziata | Scocca metallica autoportante a struttura progressivamente differenziata | Scocca metallica autoportante a struttura progressivamente differenziata | Scocca metallica autoportante a struttura progressivamente differenziata | Scocca metallica autoportante a struttura progressivamente differenziata |
| Sterzo | a circolazione di sfere o a vite e rullo | a circolazione di sfere o a vite e rullo | a circolazione di sfere o a vite e rullo | a circolazione di sfere o a vite e rullo | a circolazione di sfere o a vite e rullo |
| Sospensioni                                                                                                | anteriori: a ruote indipendenti, con quadrilateri deformabili, molle elicoidali, ammortizzatori idraulici telescopici non coassiali e barra stabilizzatrice / posteriori: a ponte rigido, molle elicoidali, bracci longitudinali di spinta e reazione, stabilizzatore a croce, ammortizzatori idraulici telescopici coassiali | anteriori: a ruote indipendenti, con quadrilateri deformabili, molle elicoidali, ammortizzatori idraulici telescopici non coassiali e barra stabilizzatrice / posteriori: a ponte rigido, molle elicoidali, bracci longitudinali di spinta e reazione, stabilizzatore a croce, ammortizzatori idraulici telescopici coassiali | anteriori: a ruote indipendenti, con quadrilateri deformabili, molle elicoidali, ammortizzatori idraulici telescopici non coassiali e barra stabilizzatrice / posteriori: a ponte rigido, molle elicoidali, bracci longitudinali di spinta e reazione, stabilizzatore a croce, ammortizzatori idraulici telescopici coassiali | anteriori: a ruote indipendenti, con quadrilateri deformabili, molle elicoidali, ammortizzatori idraulici telescopici non coassiali e barra stabilizzatrice / posteriori: a ponte rigido, molle elicoidali, bracci longitudinali di spinta e reazione, stabilizzatore a croce, ammortizzatori idraulici telescopici coassiali | anteriori: a ruote indipendenti, con quadrilateri deformabili, molle elicoidali, ammortizzatori idraulici telescopici non coassiali e barra stabilizzatrice / posteriori: a ponte rigido, molle elicoidali, bracci longitudinali di spinta e reazione, stabilizzatore a croce, ammortizzatori idraulici telescopici coassiali |
| Freni | anteriori: a disco / posteriori: a disco Dunlop con comando idraulico - privi di servocomando | anteriori: a disco / posteriori: a disco Dunlop con comando idraulico - privi di servocomando | anteriori: a disco / posteriori: a disco Dunlop con comando idraulico - privi di servocomando | anteriori: a disco / posteriori: a disco Dunlop con comando idraulico - privi di servocomando | anteriori: a disco / posteriori: a disco Dunlop con comando idraulico - privi di servocomando |
| Pneumatici                                                                                                 | 155 HS 15 / Cerchi: Campagnolo in elektron | 155 HS 15 / Cerchi: Campagnolo in elektron | 155 HS 15 / Cerchi: Campagnolo in elektron | 155 HS 15 / Cerchi: Campagnolo in elektron | 155 HS 15 / Cerchi: Campagnolo in elektron |
| Prestazioni dichiarate                                                                                     | | | | | |
| Velocità: oltre 185 km/h                                                                                   | Velocità: oltre 185 km/h | Velocità: oltre 185 km/h | Accelerazione: | Accelerazione: | Accelerazione: |
| Consumi | medio 13 lt/100 km | medio 13 lt/100 km | medio 13 lt/100 km | medio 13 lt/100 km | medio 13 lt/100 km |